# (17917) Cartan
(17917) Cartan ist ein Asteroid des Hauptgürtels, der am 15. April 1999 vom italo-amerikanischen Astronomen Paul G. Comba am Prescott-Observatorium (IAU-Code 684) in Arizona entdeckt wurde.
Benannt wurde der Himmelskörper am 9. März 2001 nach dem französischen Mathematiker Élie Cartan (1869–1951), der durch seine Beiträge zur Theorie der Lie-Gruppen und ihre Anwendungen bekannt wurde.